# Fland mac Máel-Tuile mac Crundmáel
Fland mac Máele Tuile mac Crundmáel (mort en 700), également nommé Flann Finn ou Flann Albus est un roi d'Ailech et un chef du Cenél nEógain une branche des Uí Néill du Nord. Il est le petit-fils de  Crunnmáel mac Suibni (mort circa 660), un précédent souverain roi d'Ailech et l'arrière-petit-fils de l'Ard rí Érenn Suibne Menn (628).

## Contexte
Fland mac Máele Tuile est un membre du Cenél Feradaig une lignée de la dynastie qui après un conflit avec la branche rivale du Cenél maic Ercae a réussi à dominer le royaume pendant une grande partie du VIIe siècle. En 681, soutenu par ses alliés du Cianachta Glenn Geimin dans l'actuel comté de Londonderry), il défait le souverain d'Ailech, Máelduin mac Máele Fithrich du Cenél maic Ercae, qui est tué lors de la bataille de Bla Sléibe dans l'actuel comté de  Londonderry.
Les Laud Synchronisms accordent un règne de 12 années à Fland suivi par les six ans de règne assigné à son frère dénommé Urthuile. Leur règne ajoutés couvrent donc bien la période de 681 à 700 mais la chronologie exacte demeure inconnue. Fland est mentionné sur la liste des garants du Cáin Adomnáin (en) (Loi des Innocents) promulguée par lors du synode de Birr en 697; comme son frère Urthuile mais c'est Fland qui porte le titre royal. En 700 les annales relèvent l'expulsion du royaume de Urthuile et son départ pour la Bretagne. Les annales notent ensuite la mort de  Fland dans la même année.  Selon le  Chronicon Scotorum, il a été tué. 
La lignée du  Cenél maic Ercae avec Fergal mac Máele Dúin parvient ensuite à dominer le royaume d'Ailech et le Cenél nEógain. Les généalogies donnent à Fland un fils nommé Díchon dont l'arrière arrière-petit-fils Máel Pátric est le fondateur éponyme des Kilpatricks, qui posséderont des domaines dans l'Est du comté de Tyrone.

## Source
- Anthony Stokvis, préf. H. F. Wijnman, Manuel d'histoire, de généalogie et de chronologie de tous les états du globe, depuis les temps les plus reculés jusqu'à nos jours, Leyde, éditions Brill, 1889 réédition 1966, Volume II, chapitre III  Irlande: § 2 Tir-Eoghin [Tyrone] & Tableau généalogique n°19(a) Généalogie des rois de Tir-Eoghain p. 248-251